# Ifis (rei)
Segons la mitologia grega, Ifis (en grec antic Ἶφις), fou un rei d'Argos, fill d'Alèctor.
Era pare d'Etèocle i d'Evadne, la dona de Capaneu. Segons una altra tradició transmesa per Pausànias, Ifis era fill d'Alèctor i germà de Capaneu. Els seus dos fills, i també Capaneu, van tenir un final tràgic: Etèocle va morir davant de Tebes, i Evadne va llançar-se a la pira del seu marit a qui un llamp havia mort quan assaltava la muralla de Tebes. Ifis va ser castigat així perquè uns anys abans havia aconsellat a Polinices, que convencés Erifile, esposa d'Amfiarau d'anar contra Tebes, a canvi del collaret d'Harmonia.
Com que al morir no deixà fills, va heretar el regne Estènel, fill de Capaneu.